# Maurice Darcq
Maurice Jean Désiré Jules Darcq, né le 5 juin 1872 à Lille (81 bis, rue Esquermoise) et mort le 13 août 1930 à Lille (59, avenue Butin),, est un violoncelliste ayant eu une activité d'interprète et de professeur de violoncelle à la fin du XIXe siècle et au début du XXe siècle.

## Biographie
Maurice Darcq est le fils de Jules Oscar Darcq (né le 2 décembre 1844 à Lille - mort le 19 mars 1913 à Lille) et de Célestine Debruy (née le 29 juin 1848 à Dixmude en Belgique - morte le 1er avril 1911 à Lille).
Sa mère était couturière.
Sa fratrie était composée de Albert Louis Darcq (né le 27 octobre 1868 à Lille - mort le 29 décembre 1922 à Lille) et de Adrienne Léonie Albertine Darcq (née le 30 mars 1878 à Lille - morte le 2 décembre 1926 à Pézenas). Celle-ci était pianiste et professeur de musique.
Son oncle, Albert Darcq, était le frère de son père et était un sculpteur et statuaire. Sa sépulture au cimetière de l'est à Lille comporte d'ailleurs une statue notable non loin de la sépulture de son neveu.
Maurice Darcq se maria une première fois le 7 mai 1908 à Paris avec Marie Jeanne Henriette Barrieu avant de se marier en secondes noces le 13 juillet 1916 à Paris également avec Suzanne Léonie Angèle Masson (née le 5 août 1893 à Arras - morte le 28 novembre 1988 à 95 ans et inhumée à ses côtés). Son frère Albert Louis Darcq fût témoin aux deux mariages. Le premier couple n'eut aucun enfant tandis que le second eut une fille Adrienne Paulette Suzanne Darcq (1917-2002), qui n'eut elle-même pas de descendance.
La photo ci-contre est l'une des seules connues de lui. Elle est tirée de la page 6 du journal local lillois Les Spectacles du 10 avril 1925.

### Formation
Son père, Jules Darcq, était secrétaire du conservatoire de Lille, contrebassiste et professeur de musique, et fut à l'origine de la création de la classe de contrebasse en 1878. Il décida de se lancer dans le violoncelle en écoutant son oncle Victor Darcq, premier prix de violoncelle au conservatoire de Lille.
Il obtint en trois ans, le 2 août 1891, ses premiers prix de solfège, de dictée musicale et de violoncelle ainsi que le prix d'honneur du ministre de l'instruction publique et des Beaux-Arts. Il se présenta ensuite dans la classe d'Hippolyte Rabaud au conservatoire de Paris.

### Interprète
Maurice Darcq fût dans un premier temps violoncelliste tuttiste puis soliste au sein des Concerts Colonne à Paris, qu'il rejoint en remportant le concours auquel l'un de ses amis le poussa à se présenter. Il joua en orchestre avec l'Opéra de Paris sous les baguettes d'Alfred Bachelet (chef d'orchestre dès 1907), de Camille Chevillard (directeur dès 1914) et de son compatriote lillois Gabriel Grovlez (lui aussi directeur de 1914 à 1933) ; ainsi qu'avec l'Opéra-Comique sous la direction de François Ruhlmann. Il joua également à Trouville, Vichy ou encore Dinard. Il participa à l'orchestre des Matinées nationales de la Sorbonne sous la direction d'Henri Rabaud, fils d'Hippolyte Rabaud, également directeur du conservatoire de Paris à l'époque.
Il fut violoncelliste soliste de la Société des Concerts populaires de Lille fondée en 1877.
D'autre part, il était également connu comme trésorier de la Société de secours mutuels des Artistes musiciens de Lille, sous-directeur de l'Émulation chorale, membre de la Fédération des musiques du Nord et du Pas-de-Calais.
Émile Pierre Ratez, compositeur et ancien directeur du conservatoire de Lille, lui dédia 2 Pièces pour violoncelle, op. 38, pour violoncelle et piano, en 1900.
Durant la première guerre mondiale, il fit partie de l'orchestre de la Société des Concerts du Conservatoire de Paris (1915-1916) jusqu'au jour de sa mobilisation. Mis en sursis en 1918, il fut agréé à l'Orchestre de l'Opéra de Paris et à la fin des hostilités reprit ses fonctions au conservatoire de Lille.

#### Quatuor Lillois

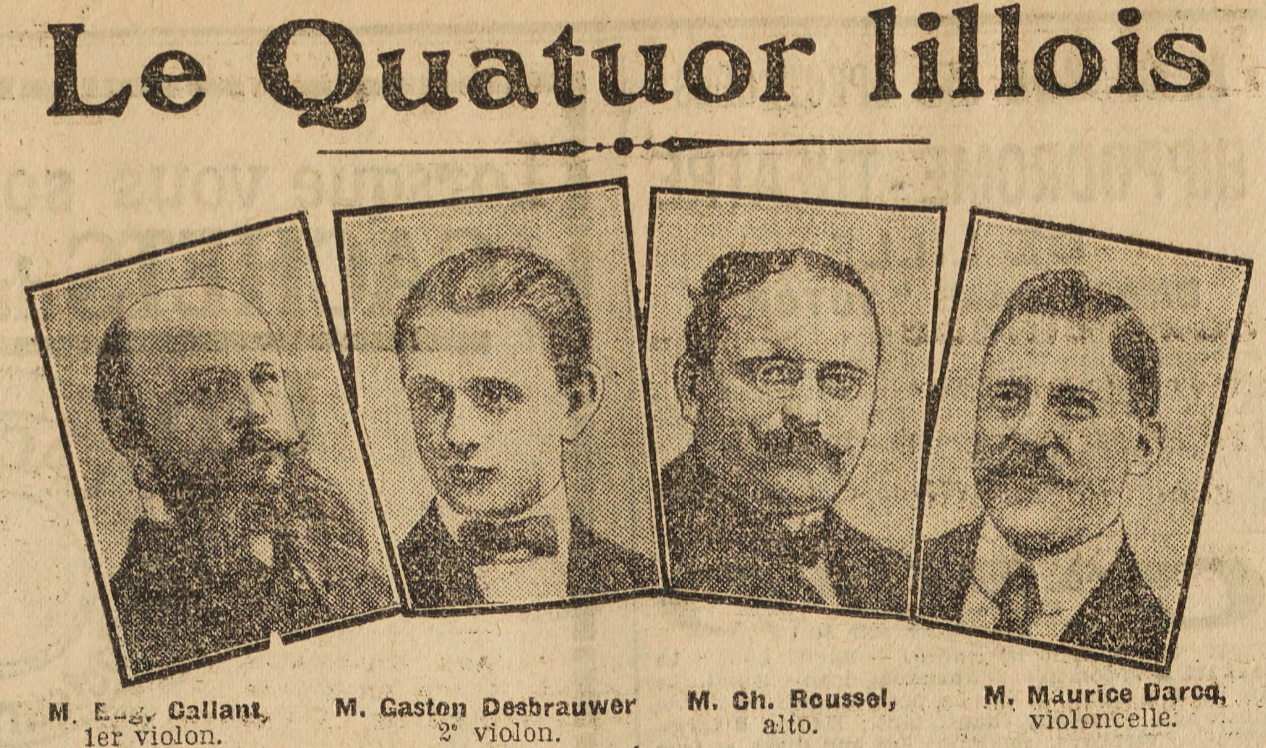
Le Quatuor Lillois dans L'Écho du Nord du 11 novembre 1922

Une fois revenu à Lille pour être professeur, il fonda le Quatuor Lillois en 1905 avec au premier violon Eugène Callant (également violon solo au grand théâtre Lequeux de Lille), au second violon Julien Vanstaurts et à l'alto Alfred Bailly. Georges Bécu remplaça Julien Vanstaurts au second violon avant que Gaston Desbrauwer ne le remplace à son tour au second violon en 1922. Finalement, Germaine Stéquelbout reprendra le second violon. Charles Roussel (également alto solo au grand théâtre Lequeux de Lille) remplaça Alfred Bailly à l'alto.
Maurice Darcq donna de nombreux concerts de musique de chambre avec ce quatuor avec le répertoire suivant :
- Quatuor à cordes n°4 de Beethoven[11]
- Quatuor à cordes n°7 de Beethoven[9]
- Quintette pour piano n°2 de Dvořák[9]
- Des sonates, duos, trios, quatuors, quintettes, septuors, dixtuos de : Arenski, Bach, Beethoven, Boëlmann, Bloch, Borodine, Eugène Callant, Chopin, Dvořák, Erlanger, Ewald, Fauré, Franck, Godard, Grieg, Haendel, Haydn, Klughardt, Kopylow, Albert Laurent (jeune compositeur d'Armentières[12]), Lalo, Leclair, Lekeu, Malling, Mendelssohn, Mouquet, Mozart, Rabaud, Ratez, Rubinstein, Schumann, Sinding, Swendsen, Veracini, Vitali, etc.

Son épouse Suzanne Darcq était cantatrice et participait à des concerts en compagnie de son mari et du Quatuor Lillois.
Le Quatuor Lillois se produisit surtout à Lille et notamment dans certains salons comme celui de MM. Coupleux, rue Esquermoise, le 5 février 1922.

### Professeur de solfège et de violoncelle

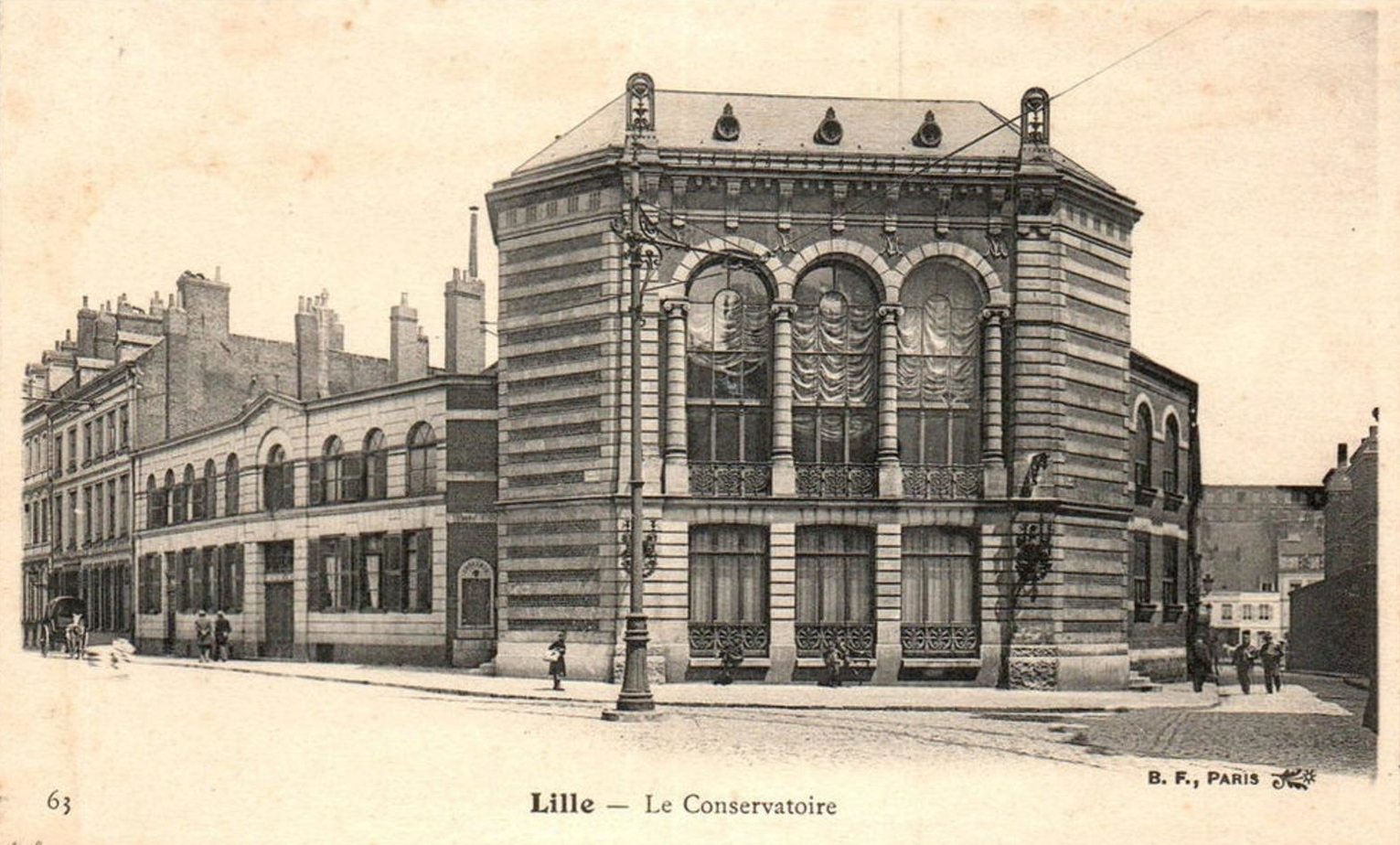
Carte postale ancienne du Conservatoire de Lille

Maurice Darcq revînt à Lille après sa période parisienne. Il y fût professeur de solfège pour succéder à M. Schillio et compta parmi ses élèves de nombreux succès comme par exemple Charles-Marie-Ludovic Blareau qui eut son premier prix de violon à l'âge de 12 ans et son premier prix de solfège supérieur dans la classe de Maurice Darcq.
Il prit ses fonctions de professeur de la classe supérieure de violoncelle au conservatoire de Lille le 20 janvier 1920 et eut notamment les élèves suivants :
- Raymond Robillard (1895-1986)
- Robert Solry (1900-1978)
- Marcel Tournemaine (1894-1941)
- Gilbert Robillard (1906-1971)
- Ferdinand Malfait (1896-1985)
- Edmond Dervaux (1912-1988)
- Robert Dupuis (1917-1993)
- Jean Monnoyer (1916-1987)
- Louis Godon (1880-1913)

Ses élèves remportèrent un succès lors de l'inauguration du nouveau théâtre Sébastopol de Lille en 1903, construit en un temps record à la suite de l'incendie du grand théâtre Lequeux.
Il fut en outre secrétaire-archiviste du conservatoire de Lille, comme son père, et organisa dans ce cadre des radio-concerts.

### Décès

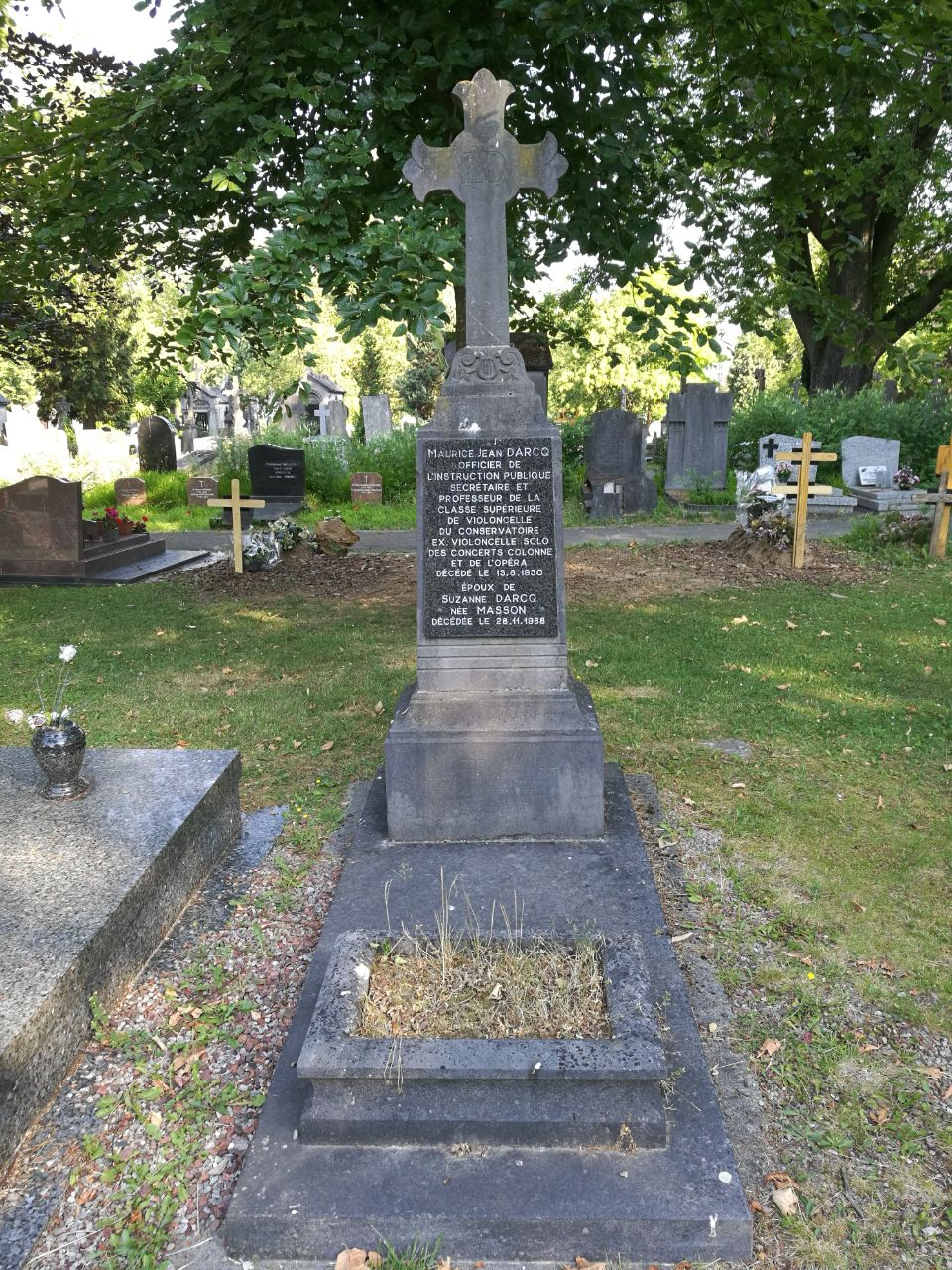
Sépulture de Maurice Darcq au cimetière de l'Est de Lille

Maurice Darcq s'éteint le 13 août 1930. La veillée funéraire a lieu au 59, avenue Butin à Lille dans le quartier des Bois-Blancs et les funérailles le 18 août 1930 en l'église Notre-Dame de Consolation dans le quartier de Vauban-Esquermes à Lille en présence d'une très nombreuse assistance comptant notamment Émile Pierre Ratez, directeur du conservatoire de Lille. Au cours de la cérémonie, une délégation de la Chorale des XXX et de l'Émulation Chorale, chanta la messe de "Requiem" de Mazingue, sous la direction de M. Sys. La symphonie des Concerts populaires interpréta ensuite l'Adagio et la Sonate pathétique de Beethoven et la Mort d'Åse issue de l'acte III de Peer Gynt de Grieg.
Sa sépulture se trouve au cimetière de l'Est à Lille à l'allée P16. Une autre violoncelliste, Élisa de Try, décédée en 1922, dispose d'un cénotaphe remarquable à l'entrée du cimetière.

## Distinctions
- Officier de l'Instruction publique[18]